# John Beverley Oke
Oke, John Beverley (* 23. März 1928 in Sault Ste. Marie (Ontario), Kanada; † 2. März 2004 in Victoria (British Columbia)) war ein kanadischer Physiker, Astronom und Hochschullehrer.

## Leben
Oke erwarb 1949 seinen Bachelor auf dem Gebiet der Physik und 1950 seinen Master auf dem Gebiet der Astronomie an der University of Toronto. Er wechselte an die Princeton University, wo er 1953 bei Lyman Spitzer promovierte. In seiner Doktorarbeit entwickelte er ein theoretisches Modell der O-Sterne. Nach seiner Promotion arbeitete er als Dozent und ab 1955 als Assistant Professor an der Universität Toronto. 1958 wechselte er als Assistant Professor an das California Institute of Technology (Caltech). Dort arbeitete er bis zu seinem Ruhestand im Jahr 1992. Von 1970 bis 1978 war er stellvertretender Direktor des Palomar-Observatoriums. 1992 ging er zurück nach Kanada, wo er in Teilzeit am Dominion Astrophysical Observatory des Herzberg Institutes of Astrophysics arbeitete.

## Forschungsinteressen
Oke forschte auf dem Gebiet der weißen Zwerge, der aktiven Galaxienkerne, der Galaxienhaufen und der Supernovae.
Am Caltech war Oke verantwortlich für das 5-Meter-Spiegelteleskop, das Hale-Teleskop des Palomar-Observatoriums. Er entwickelte und konstruierte eine Reihe von Instrumenten, die die Lichtempfindlichkeit des Teleskops verbesserten. Er begann mit einem Ein-Kanal-Scanner. 1968 baute er einen Mehr-Kanal-Scanner und benutzte dazu die nun erhältlichen Photomultiplier. Dies ermöglichte die Energieverteilung von sehr schwachen Objekten zu messen. Zusammen mit James E. Gunn nutzte er in den 1970er Jahren die CCD-Technologie für den Bau eines Spektrografen, eines der ersten, die diese Technik benutzten. Dieses Instrument wurde oft kopiert und mit verbesserten Detektoren ausgerüstet und wird bis in die Gegenwart am Hale-Teleskop benutzt. Oke baute den Low Resolution Imaging Spektograph (LRIS) für das 10-Meter-Teleskop des Keck-Observatoriums. Dieser Spektrograf ermöglichte viele der frühen Erfolge des Keck-Teleskops. Oke erdachte und konstruierte Vorrichtungen zur Verbesserung der Kalibrierung der astronomischen Messungen. Alle seine Instrumente entwickelte und baute Oke in größtmöglicher Einfachheit und mit minimalem finanziellem und personellem Aufwand.
Neben seiner Tätigkeit als Instrumentenbauer führte Oke ein Forschungsprogramm durch, welches das Verständnis der Spektren der Galaxien und Quasare, der Entwicklung der Galaxienhaufen und der Röntgendoppelsterne zum Ziel hatte.
Oke wurde 1987 in die American Academy of Arts and Sciences gewählt. Darüber hinaus fanden seine Leistungen zu seinen Lebzeiten wenig Beachtung. Er gewann keine Preise, erhielt keinen Lehrstuhl und hatte keine hohen Ämter inne. Erst nach seinem Tod wurde seinen Kollegen am Palomar- und am Keck-Observatorium seine bedeutende Lebensleistung bewusst und die wichtige Rolle, die seine Instrumente an diesen Observatorien für die Forschung spielten.
Oke hat mehr als 200 Publikationen verfasst. Sein h-Index liegt bei 45.

## Familie
Oke war verheiratet und hatte zwei Söhne und zwei Töchter.

## Veröffentlichungen (Auswahl)
- Mit C. L. Morbey: A Low-Resolution Multislit Spectrograph for 20-30 Meter Telescopes, 2001, The Publications of the Astronomical Society of the Pacific, Volume 113, Issue 781 online
- Mit anderen: The Keck Low-Resolution Imaging Spectrometer, 1995, Publications of the Astronomical Society of the Pacific, v.107 online
- Faint Spectrophotometric Standard Stars, 1990, Astronomical Journal v.99 online
- Mit James E. Gunn: Secondary standard stars for absolute spectrophotometry, 1983, Astrophysical Journal, Vol. 266 online
- Mit James E. Gunn: An Efficient Low Resolution and Moderate Resolution Spectrograph for the Hale Telescope, 1982, Publications of the Astronomical Society of the Pacific, Vol. 94 online
- Absolute Spectral Energy Distributions for White Dwarfs, 1974, Astrophysical Journal Supplement, vol. 27 online
- Mit Rudy E. Schild: The Absolute Spectral Energy Distribution of Alpha Lyrae, 1970, Astrophysical Journal, vol. 161 online
- Photoelectric Spectrophotometry of Stars Suitable for Standards, 1964, Astrophysical Journal, vol. 140 online